# انجمن بین‌المللی کریکت
انجمن بین‌المللی کریکت (آی‌سی‌سی) (به انگلیسی: International Cricket Council (ICC)) بلندپایه‌ترین سازمان در زمینه اداره و سازمان‌دهی مسایل مربوط به ورزش کریکت در جهان می‌باشد. این سازمان در سال ۱۹۰۹ میلادی با نام کنفرانس سلطنتی کریکت و با عضویت انگلستان، استرالیا و آفریقای جنوبی تأسیس گردید. این نهاد در سال ۱۹۶۵ به کنفرانس بین‌المللی کریکت تغییر نام یافت و از سال ۱۹۸۹ به نام فعلی خود خوانده می‌شود. انجمن بین‌المللی کریکت دارای ۱۰۶ عضو می‌باشد که از آن‌ها ۱۰ کشور عضو کامل هستند و می‌توانند در مسابقات تست شرکت نمایند. ۳۶ کشور نیز به صورت عضو همبسته و ۶۰ کشور دیگر نیز به صورت عضو وابسته در این سازمان عضویت دارند.